# Bad Dinos
Bad Dinos est un jeu vidéo de stratégie, développé et édité par Insomniac Games, sorti en 2015 sur Android et iOS. Le jeu prend place à l'ère préhistorique. L'objectif du joueur est de protéger les membres d'une même famille des vagues incessantes de dinosaures.

## Synopsis
Le jeu met en scène la famille Poundrok qui part sauver le fils Junior Poundrok des griffes d'un ptérodactyle. La famille s'entasse dans son Winnecavo — sorte de véhicule des temps préhistoriques — afin de le récupérer tout en se protégeant contre les afflux de dinosaures hostiles.

## Système de jeu
Bad Dinos est un jeu de stratégie de type tower defense. Le joueur doit stopper l'inévitable progression des ennemis (en plusieurs vagues) avant que ces derniers n'atteignent une famille préhistorique en fin de parcours, synonyme de fin de partie.
Au début de chaque nouvelle vague, le joueur achète et installe des tours fixes. Il doit les placer à des points spécifiques sur la carte, lesquels sont situés de part et d'autre du chemin que les dinosaures de différentes tailles emprunteront. Les tours permettent de tuer les ennemis. Elles ont des fonctions différentes telles que ralentir, causer des dégâts par éclaboussure, etc. Les tours possèdent chacune des évolutions qui améliorent leurs caractéristiques, par exemple la santé, les dégâts ou encore la portée de tir. Le joueur a également accès à quatre pouvoirs, comme la possibilité de capturer un dinosaure sur le point de mourir (visible par sa barre de vie verte virant au rouge) afin de le transformer en un puissant allié. Il peut reproduire ce schéma plusieurs fois pour se constituer une petite armée. Au temps voulu, le joueur relâche ses prisonniers, lesquels s'attaquent aux autres dinosaures hostiles. Néanmoins, une certaine hiérarchie doit être respectée ; seuls les plus gros dinosaures peuvent manger les plus petits, et non l'inverse. Au cours de la partie, la carte évolue dynamiquement, modifiant le cheminement pris par les ennemis et la stratégie appliquée par le joueur.
Pour chaque niveau réussi, le joueur reçoit jusqu'à trois "étoiles" en fonction de la réalisation d'objectifs spécifiques. Elles sont dépensées pour améliorer les pouvoirs du joueur.

## Développement
Bad Dinos est un jeu du studio indépendant américain Insomniac Games. La marque est déposée en juillet 2013, et consiste alors en la seule information disponible sur le jeu jusqu'à son lancement deux années plus tard. En 2015, et en l'espace de quelques semaines, le studio sort plusieurs jeux mobiles :  Fruit Fusion le 7 mai, Digit and Dash le 13 et finalement Bad Dinos le 20. Selon Brian Hastings, directeur de la création du studio, le jeu reprend l'essence de ces deux prédécesseurs ; c'est-à-dire un « jeu mobile [...] accompagné d'un visuel artistique coloré et d'humour ». À l'inverse, Bad Dinos est le seul qui repose sur un modèle économique d'acquisition payante.

## Accueil
Bad Dinos reçoit plutôt un bon accueil des quelques journalistes qui ont testé le jeu,,. Bad Dinos est perçu comme un simili de Kingdom Rush, transposé à une ère préhistorique, elle-même comparé à l'univers des Pierrafeu,, :
- TouchArcade : 4/5[4]
- Gamezebo : 3/5[3]
- Pocket Gamer : 3,5/5[6]
- The Guardian : 3/5[10]